# Polina Sergejewna Gagarina
Polina Sergejewna Gagarina (russisch Полина Сергеевна Гагарина; * 27. März 1987 in Moskau, Russische SFSR, Sowjetunion) ist eine russische Sängerin. Sie vertrat Russland beim Eurovision Song Contest 2015 mit dem Lied A Million Voices (dt.: Eine Million Stimmen) und erreichte den zweiten Platz.

## Leben und Karriere
Die ersten Jahre ihres Lebens verbrachte Gagarina in Griechenland, wo sie die erste Klasse der Sekundarschule absolvierte. Ihre Mutter, eine professionelle Tänzerin, unterzeichnete 1991 in Athen einen Vertrag als Balletttänzerin im Stück Alsos. In den drei Jahren, in denen sie in Athen lebte, erlernte Gagarina die griechische Sprache und zog 1993 zurück nach Russland, als ihr Vater dort an einem Herzinfarkt starb. In der darauffolgenden Zeit pendelte sie oft der Karriere ihrer Mutter wegen zwischen Moskau und Athen. In Saratow sang sie ein Cover von Whitney Houston und wurde in die dortige Musikschule aufgenommen. Nachdem sie die Musikschule mit 14 Jahren verlassen hatte, begann sie im Bereich Pop-Jazz ein Studium an der Staatlichen Musikhochschule. Nach dem zweiten Kurs 2003 lud ihre Lehrerin Natalja Andrijanowa sie zur Teilnahme an der TV-Show Fabrika Swjosd ein. Sie kooperierte während der Castingshow mit dem Produzenten Maxim Fadejew, entschied sich aber nach dem Sieg gegen eine weitere Zusammenarbeit.
Im August 2007 heiratete Polina Gagarina den russischen Schauspieler Pjotr Kislow, mit dem sie einen im Oktober 2007 geborenen Sohn hat. Nach der Scheidung 2010 heiratete sie im September 2014 in zweiter Ehe den Fotografen Dmitri Ischakow und bekam im April 2017 eine Tochter.
Sie wurde intern vom staatlichen Fernsehsender Perwy kanal ausgewählt, Russland beim Eurovision Song Contest 2015 in Wien zu vertreten. Mit der Powerballade A Million Voices erreichte sie den zweiten Platz. Ebenfalls 2015 steuerte sie das Lied Der Kuckuck (russisch Кукушка), ein Cover von Wiktor Robertowitsch Zoi, zum Soundtrack des Films Red Sniper – Die Todesschützin bei.
Regelmäßig ist sie Teil der Jury der russischen Versionen von The Voice (2015–2016, seit 2019) sowie The Voice Kids (seit 2020).
Sie nahm als erste russische Sängerin an der chinesischen Show Singer 2019 teil. Sie schaffte es bis zum Finale der Show.
Bei der Großkundgebung am 18. März 2022 in Moskau trat Gagarina vor einer Rede auf, in der Wladimir Putin den russischen Überfall auf die Ukraine verteidigte. Sie trug dabei ein „Z“-Symbol an ihrer Kleidung. Seit Juni 2024 befindet sie sich auf der Sanktionsliste der Europäischen Union, was mit einem Reiseverbot und einem Einfrieren ihrer Vermögenswerte verbunden ist.

## Diskografie

### Alben
- 2007: Poprossi u oblakow
- 2010: O sebe
- 2016: 9

### Singles
- 2005: Kolybelnaja
- 2006: Ja twoja
- 2007: Ja tebja ne proschtschu nikogda
- 2007: Ljubow pod solnzem
- 2008: Gde-to schiwjot ljubow
- 2008: Komu, zatschem? (mit Irina Dubzowa)
- 2009: Propadi wsjo
- 2010: Ja obeschtschaju
- 2011: Oskolki
- 2012: Spektakl okontschen
- 2012: Net
- 2013: Nawek
- 2014: Schagai
- 2014: Day
- 2015: A Million Voices
- 2018: Toi et moi (mit Charles Aznavour)